# 伏瀨
伏瀨（日语：／ Fuse，1975年11月23日—），日本輕小說作家。2013年，他開始在網路小說投稿網站「成為小說家吧」上連載《關於我轉生變成史萊姆這檔事》，從而以小說家身分出道。該作品於2018年改編成動畫，第2期於2021年1月開始播出。

## 人物
由於他沒有任何社群網路服務帳戶，因此他使用「成為小說家吧」的活動報告部分來發佈公告和其他內容。
當他還是上班族時，他從事的是土木工程工作。

## 作品列表
- 《關於我轉生變成史萊姆這檔事》[6]—該系列於2013年2月20日開始連載，目前仍在連載中。

## 相關項目
- 日本小說家列表（日语：日本の小説家一覧）
- 奇幻作家列表（日语：ファンタジー作家一覧）
- 輕小說作家列表（日语：ライトノベル作家一覧）